# Novantes
Els novantes (llatí: Novantae) foren un poble celta del sud-oest de Caledònia (al nord de Britànnia) esmentat per Claudi Ptolemeu,. Les seves ciutats principals eren Leucopibia i Rerigonium.